# Bismarck-Denkmal (Köln)
Das Bismarckdenkmal auf dem Augustinerplatz in Köln war nach Bad Kissingen das zweite öffentliche Bismarck-Standbild im Deutschen Reich. Die Bronzestatue des Berliner Bildhauers Fritz Schaper wurde 1879 enthüllt und im Zweiten Weltkrieg gestohlen oder zerstört.

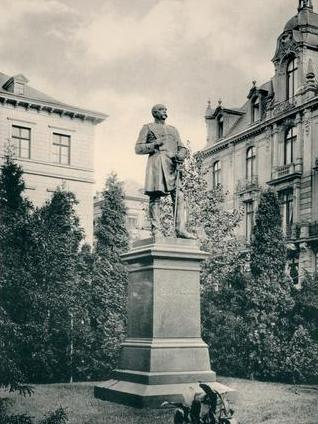
Bismarckdenkmal um 1900

Die Aufstellung ging auf die Stiftung des aus Mülheimer gebürtigen Industriellen und Königlichen Kommerzienrates Christoph Andreae (* 12. August 1819, † 19. März 1876) zurück. Andreae vermachte in seinem Testament 20.000 Mark für den Bau des Bismarck-Denkmals mit der Auflage zu dessen Aufstellung binnen dreier Jahre nach dem Tode des Testators (1879). Nur wenige Monate zuvor, am 1. April 1875, wurde Otto von Bismarck anlässlich der Vollendung seines 60. Lebensjahres zum Ehrenbürger der Stadt Köln ernannt. Im Stadtrat wurde über die Schenkung, die inzwischen öffentlich bekannt wurde, heftig debattiert. Am 30. März 1876 beschloss der Stadtrat die Annahme der Schenkung. In der Debatte ging es um die ungewöhnliche Ehrung eines lebenden Politikers, der kein Mitglied der Herrscherfamilie war. Der aus einer protestantischen Industriellenfamilie stammende Freiherr Friedrich Heinrich von Diergardt aus Bonn erklärte dann öffentlich weitere 20.000 Mark zu spenden, was die finanzielle Seite des Vorhabens sicherte. Im katholisch dominierten Köln empfand man die Aufstellung des Denkmals in der Zeit des Kulturkampfes als eine politische Provokation. 
Die Spende Andreaes für das Denkmal eines noch lebenden, protestantischen Politikers ist als Affront gegenüber dem Kölner katholischen Bürgertum anzusehen, weil dessen Vorfahren, die 1687 eine Textilmanufaktur in Köln gründeten, im Jahre 1714 mit weiteren Protestanten Köln verlassen mussten. Am 18. Juni 1714 erhielt die Familie Andreae von Johann Wilhelm von der Pfalz das Siedlungspatent für Mülheim am Rhein. Zweihundert Jahre später ehrte die Familie den Kurfürsten mit einem Denkmal. 
Den ausgeschriebenen Wettbewerb gewann der Bildhauer Fritz Schaper aus Berlin. Die 2,83 m hohe Bronzestatue zeigte Bismarck ganz in schlichter Haltung mit Blick in die Ferne in der Interimsuniform seiner Halberstädter Kürassiere. Mit seiner linken Hand stützt er sich auf den Pallasch; seine rechte Hand greift in den zugeknöpften Rock.
Die Enthüllung am 1. April 1879 wurde von Protesten am Ende der Kundgebung begleitet, was allerdings die Lokalpresse verneinte. Nicht nur die Aufstellung des Denkmals, sondern auch die Auswahl der Darstellungsform Bismarcks als Soldat mit Waffe noch während des Kulturkampfes ist eindeutig als eine Provokation anzusehen. Im Rheinland war das Kölner Bismarck-Standbild das erste öffentlich errichtete Bismarck-Denkmal; die im Zusammenhang mit dem Kölner Denkmal häufig anzutreffende Aussage, dass es sich um das erste öffentliche Bismarck-Denkmal überhaupt handle, trifft in Wahrheit auf das Bismarck-Denkmal in Bad Kissingen zu.
Drei verkleinerte Versionen der Statue wurden von der Gießerei Hermann Gladenbeck & Sohn in hoher Anzahl produziert, so dass diese immer noch im Antiquitätenhandel erworben werden können. 
Das Bismarck-Denkmal wurde in den Nachkriegswirren aus dem Hof des Stadthauses gestohlen (nach Iris Benner), anderen Schilderungen zufolge wurde es im Zweiten Weltkrieg zerstört.